# Choa Saidan Shah
Choa Saidan Shah é uma cidade do Paquistão localizada na província de Punjab.